# Groupe d'affinité

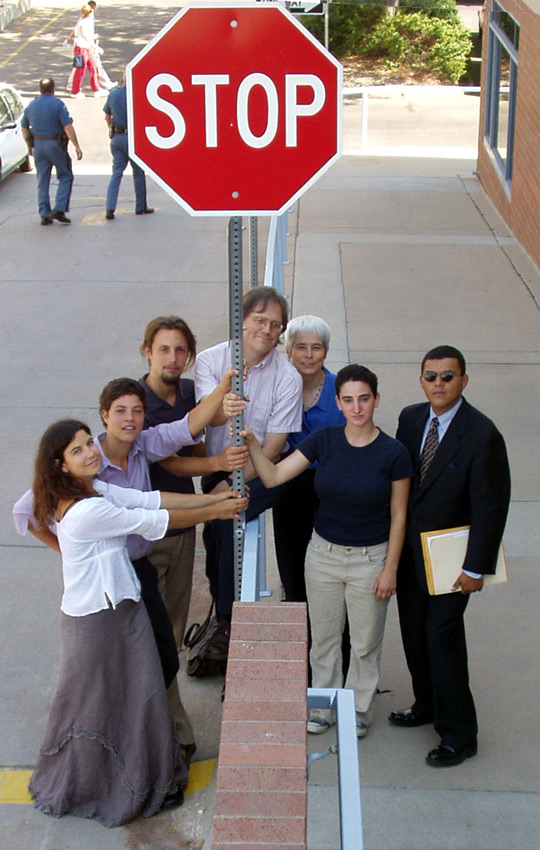
Un groupe d'affinité (2003).

Un groupe d'affinité désigne un petit groupe d'activistes (habituellement de 3 à 20 individus) luttant ensemble en vue d'une action directe. 
Les groupes d'affinités sont souvent des regroupements d'amis de confiance, organisés d'une manière libertaire non-hiérarchique les décisions étant prises par consensus. Ils constituent une forme d'organisation flexible et décentralisée.
Les groupes d'affinité peuvent être basés sur
- une idéologie commune, par exemple l'anarchisme, le pacifisme ;
- une préoccupation partagée sur une question donnée : anti-nucléaire, anti-guerre, etc. ;
- une activité, un rôle ou une compétence commune : soutien juridique, aide médicale, Black Bloc, etc.

Un groupe d'affinité peut être ouvert (par cooptation) ou fermé à l'adhésion de nouveaux membres, même si ce dernier mode est plus fréquent.

## Histoire
Bien que les groupements d'affinité soit l'organisation la plus naturelle pour l'homme et sont, en ce sens, aussi vieille que l'humanité, les groupes d'affinité, dans ce contexte, trouvent leur origine dans l'Espagne du XIXe siècle. C'était le mode d'organisation préféré des anarchistes espagnols (grupos de afinidad), et ont émergé des tertulias et les groupes locaux.

## Commentaire
Selon le politologue Francis Dupuis-Déri, le terme « « groupe d'affinité » [est] une expression très répandue au sein du mouvement « antimondialisation » et qui provient de la tradition anarchiste (de tels groupes — « grupos de afinidad » — existaient dès la fin du XIXe siècle dans la mouvance anarchiste espagnole). Un groupe d’affinité est généralement composé d’une demi-douzaine à quelques dizaines de membres. L’affinité entre les membres s’explique par les liens qui les unissent — ce sont des amis, des camarades d’étude, de travail ou de groupes politiques — et ils ont en partage une sensibilité à l’égard du type d’actions qu’ils entendent mener, de la façon de les mener ainsi que des modalités d’interaction sociopolitique qu’ils désirent établir et maintenir entre eux. Les réunions au sein des groupes d’affinité fonctionnent sur le mode de la démocratie directe, mais la recherche du consensus y est privilégiée et le recours au vote plutôt rare. »